# Campeonato de Australasia 1907
Lista de los campeones del Abierto de Australia de 1907:

## Individual masculino
Horace Rice (AUS) d. Harry Parker (Nueva Zelanda),  6–3, 6–4, 6–4

## Dobles masculino
William Gregg (AUS)/Harry Parker (Nueva Zelanda)
| Predecesor: 1906                                       | Abierto de Australia 1907 | Sucesor: 1908                         |
| Predecesor: Campeonato nacional de Estados Unidos 1906 | Grand Slam 1907           | Sucesor: Campeonato de Wimbledon 1907 |

- Datos: Q2610227